# Swen Lagerberg (1876–1939)
Swen Otto Lagerberg, född den 8 juni 1876 i Skövde landsförsamling, Skaraborgs län, död den 16 september 1939 i Ystad, var en svensk militär. Han tillhörde ätten Lagerberg och var far till Swen Lagerberg.
Lagerberg blev underlöjtnant vid Skaraborgs regemente 1897, löjtnant där 1901 och kapten där 1910. Han befordrades till major vid Kronobergs regemente 1920 och till överstelöjtnant där 1926. Lagerberg blev chef för detachementet i Karlskrona 1928 och överste i armén 1930. Han invaldes som korresponderande ledamot av Örlogsmannasällskapet 1930. Lagerberg blev riddare av Svärdsorden 1918. Han vilar på Galärvarvskyrkogården i Stockholm.